# United States Practical Shooting Association
A United States Practical Shooting Association (USPSA) - "Associação de Tiro Prático dos Estados Unidos" é o órgão nacional de tiro prático nos Estados Unidos, integrante da International Practical Shooting Confederation (IPSC). 
Seus mais de 31.000 membros ativos e mais de 440 clubes afiliados, fazem da USPSA a maior organização de tiro prático nos Estados Unidos e a segunda maior região da IPSC após a Federação Russa de Tiro Prático. 
A USPSA publica uma revista chamada Front Sight seis vezes por ano.